# Phryctorie
La Phryctorie (en grec moderne : Φρυκτωρία, phryctoria, de signal de feu : ὁ φρυκτός, ho phryktos) est un système de sémaphore utilisé dans la Grèce antique. Les phryctoriae, des tours construites au sommet de certaines collines de manière qu'une tour (phryctoria) soit visible de la tour suivante (généralement à environ 30 km). Les tours étaient utilisées pour la transmission d'un message spécifique convenu à l'avance. Des fanaux enflammés étaient allumés sur une tour, puis la tour suivante allumait à son tour les siens.
Dans les tragédies d'Eschyle, Agamemnon, un esclave veilleur apprend la nouvelle de la chute de Troie à Mycènes en observant attentivement un feu de balisage,.
Thucydide a écrit que pendant la guerre du Péloponnèse, les Péloponnésiens qui se trouvaient à Corcyre ont été informés par des signaux de balisage nocturnes de l'approche de soixante navires athéniens en provenance de Leucade,.

## Phryctoriae et Pyrseia
Au IIe siècle av. J.-C., les ingénieurs grecs d'Alexandrie, Cléoxène (Κλεόξενος) et Démoclite (Δημόκλειτος) inventent la pyrseia (πυρσεία ; vient de πυρσός, qui signifie torche). Les lettres de l'alphabet grec étaient énumérées sur un tableau. Chaque lettre correspondait à une ligne et à une colonne du tableau. En utilisant deux groupes de torches (cinq torches dans chaque groupe), la gauche indiquant la ligne et la droite la colonne de la table, ils pouvaient envoyer un message en définissant une lettre spécifique par la combinaison des torches lumineuses. Une description contemporaine de cette méthode télégraphique a été fournie par Polybe dans ses Histoires :

« La dernière méthode a pour auteurs Cléoxène et Démoclite, mais nous l’avons perfectionnée : elle est certaine et soumise à des règles fixes, et par son moyen on peut avertir de tout ce qui se passe. Elle demande seulement beaucoup de vigilance et d’attention ; la voici : que l’on prenne toutes les lettres de l’alphabet et qu’on en fasse cinq classes en mettant cinq lettres dans chacune, il y en aura une qui n’aura que quatre lettres, mais cela est sans aucune conséquence pour le but que l’on se propose ; que ceux qui seront désignés pour donner et recevoir les signaux écrivent sur cinq tablettes ces cinq classes des lettres, et conviennent ensuite entre eux que celui-qui devra donner le signal lèvera d’abord deux fanaux à la fois, et qu’il les tiendra levés jusqu’à ce que de l’autre côté on en ait aussi levé deux, afin que de part et d’autre on soit averti que l’on est prêt ; que, les fanaux baissés, celui qui donnera le signal élèvera des fanaux par sa gauche, pour faire connaître quelle tablette il doit regarder ; en sorte que, si c’est la première, il n’en élève qu’un ; si c’est la seconde, il en élève deux, et ainsi du reste, et qu’il fera de même par sa droite pour marquer à celui qui reçoit le signal quelle lettre d’une tablette il faudra qu’il observe et qu’il écrive. Après ces conventions, chacun s’étant mis à son poste, il faudra que les deux hommes chargés de donner les signaux aient chacun une lunette garnie de deux tuyaux, afin que celui qui les donne voie par l’un la droite, et par l’autre la gauche de celui qui doit lui répondre. Près de cette lunette, ces tablettes dont nous venons de parler doivent être fichées droites en terre, et qu’à droite et à gauche on élève une palissade de dix pieds de largeur et environ de la hauteur d’un homme, afin que les fanaux élevés au-dessus donnent, par leur lumière, un signal indubitable, et qu’en les baissant elles se trouvent tout-à-fait cachées.
[...]

Par cette méthode il n’arrive rien qu’on ne puisse annoncer d’une manière fixe et déterminée. Si l’on y emploie plusieurs fanaux, c’est parce que chaque lettre demande d’être indiquée deux fois : mais, d’un autre côté, si on y apporte les précautions nécessaires, on en sera satisfait. L’une et l’autre méthode ont cela de commun, qu’il faut s’y être exercé avant que de s’en servir, afin que, l’occasion se présentant, on soit en état, sans faire de faute, de s’instruire réciproquement de ce qu’il importe de savoir. »

— Polybe, Histoires, Livre X.
Le codage est le suivant :
|   | 1 | 2 | 3 | 4 | 5 |
| - | - | - | - | - | - |
| 1 | Α | Β | Γ | Δ | Ε |
| 2 | Ζ | Η | Θ | Ι | Κ |
| 3 | Λ | Μ | Ν | Ξ | Ο |
| 4 | Π | Ρ | Σ | Τ | Υ |
| 5 | Φ | Χ | Ψ | Ω |   |

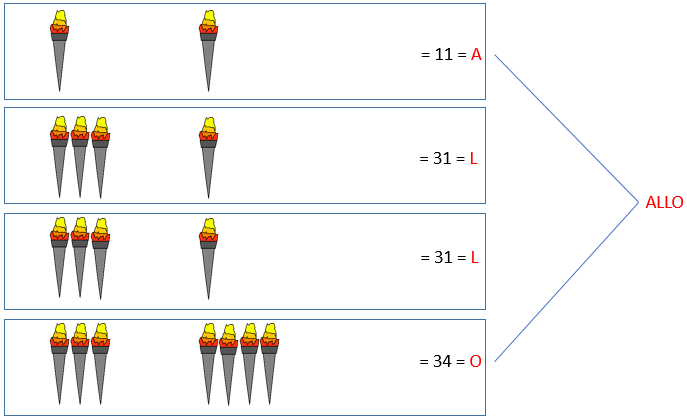
Exemples d'utilisation du carré de Polybe, qui reprend ce système, avec les torches.

Par exemple, lorsqu'ils voulaient envoyer la lettre O (omicron), ils allumaient cinq torches sur le poste de droite et trois torches sur le poste de gauche.

### Filmographie
- (en) The undertaking of the Being an Islander, documentaire du Fitzwilliam Museum, 2021 (présentation en ligne).